# Фолл, Нганье
Нганье Фолл (фр. Ngagne Fall; род. 7 августа 1999) — сенегальский футболист, нападающий руандийского клуба «Район спорт».

## Клубная карьера
Начал профессиональную карьеру в Сенегале за «Генерейшен Фут». За 6 матчей забил 11 мячей и перешёл в Марокканский «ИР Анже» за который сыграл 8 матчей. 9 марта 2023 года как свободный агент перешёл в чешский «Пршибрам», но по окончании сезона контракт не был продлён. 1 января 2024 года опять как свободный агент перешёл в «Пршибрам». В июле 2024 перешёл в руандийский «Район Спорт» и отличился 13 раз в 10 матчах.